# Asperula idaea
Asperula idaea är en måreväxtart som beskrevs av Eugen von Halácsy. Asperula idaea ingår i släktet färgmåror, och familjen måreväxter. Inga underarter finns listade i Catalogue of Life.